# Jim Inhofe
James Mountain (Jim) Inhofe (Des Moines (Iowa), 17 november 1934 – Tulsa (Oklahoma), 9 juli 2024) was een Amerikaans politicus van de Republikeinse Partij. Hij was senator voor Oklahoma tussen 1994 en 2023. Daarvoor was hij lid van het Huis van Afgevaardigden voor het 1e district van Oklahoma van 1987 tot 1994 en burgemeester van Tulsa van 1978 tot 1984. In 2020 werd hij verkozen tot een nieuwe termijn in de senaat tot 2027. In 2022 maakte hij echter bekend zijn ontslag in te dienen per 3 januari 2023.
Inhofe overleed op 9 juli 2024 op 89-jarige leeftijd.